# 5597 Ворен
5597 Ворен (5597 Warren) — астероїд головного поясу, відкритий 5 серпня 1991 року.
Тіссеранів параметр щодо Юпітера — 3,465.
Названо на честь Джефрі Ворена (народився 1960), інженера Лабораторії прикладної фізики Університету Джона Гопкіза. Ворен був відповідальний за дизайн, виготовлення та роботу інфрачервоного спектрометра космічного корабля NEAR, який був на ньому головним інструментом дослідження. Інфрачервоний спектрометр дозволив вперше здійснити картування малої планети з орбіти.